# بوشنوية حلوة الرائحة
بوشنوية حلوة الرائحة (الاسم العلمي:Buchenavia suaveolens) هي نوع من النباتات يتبع جنس البوشنوية من الفصيلة القمبريطية.